# Arachnodes variolosus
Arachnodes variolosus là một loài bọ cánh cứng trong họ Bọ hung (Scarabaeidae).